# Látrány
Látrány is een plaats (község) en gemeente in het Hongaarse comitaat Somogy. Látrány telt 1338 inwoners (2001).